# Municipio Colquencha
Das Municipio Colquencha liegt im Departamento La Paz im südamerikanischen Anden-Staat Bolivien.

## Lage im Nahraum
Das Municipio Colquencha ist eines von sieben Municipios der Provinz Aroma und liegt im nordwestlichen Teil der Provinz. Es grenzt im Westen und Süden an die Provinz Pacajes, im Südosten an das Municipio Ayo Ayo, im Osten an das Municipio Calamarca und im Norden an das Municipio Collana.
Das Municipio hat 24 Ortschaften (localidades), der zentrale Ort des Municipios ist Colquencha mit 3085 Einwohnern im nördlichen Teil des Municipios.

## Geographie
Das Municipio Colquencha liegt auf dem bolivianischen Altiplano auf einer mittleren Höhe von 3900 m, zwischen den Anden-Gebirgsketten der Cordillera Occidental im Westen und der Cordillera Central im Osten. Die Region weist ein ausgeprägtes Tageszeitenklima auf, bei dem die Temperaturschwankungen im Tagesverlauf deutlicher ausfallen als im Jahresverlauf.
Die mittlere Durchschnittstemperatur des Municipio liegt bei 10 °C (siehe Klimadiagramm), die Monatsdurchschnittstemperaturen schwanken nur unwesentlich zwischen 7 °C im Juni/Juli und knapp 12 °C im November. Der Jahresniederschlag beträgt etwa 500 mm, die Monatsniederschläge liegen zwischen unter 10 mm in der Trockenzeit von Mai bis August und 125 mm im Januar.

## Bevölkerung
Die Einwohnerzahl des Municipios Colquencha ist zwischen 1992 und 2024 auf mehr als das Doppelte angestiegen:
| Jahr | Einwohner | Quelle       |
| ---- | --------- | ------------ |
| 1992 | 5.850     | Volkszählung |
| 2001 | 8.020     | Volkszählung |
| 2012 | 9.785     | Volkszählung |
| 2024 | 12.344    | Volkszählung |

Das Municipio hatte bei der letzten Volkszählung im Jahr 2024 eine Bevölkerungsdichte von 36,3 Einwohnern/km². Die Lebenserwartung der Neugeborenen lag im Jahr 2001 bei 57,3 Jahren, die Säuglingssterblichkeit war von 6,9 Prozent (1992) auf 8,5 Prozent im Jahr 2001 gestiegen.
Der Alphabetisierungsgrad bei den über 19-Jährigen beträgt 90,3 Prozent, und zwar 95,3 Prozent bei Männern und 85,4 Prozent bei Frauen (2001).
77,9 Prozent der Bevölkerung sprechen Spanisch, 92,5 Prozent sprechen Aymara, und 0,1 Prozent Quechua. (2001)
83,8 Prozent der Bevölkerung haben keinen Zugang zu Elektrizität, 76,0 Prozent leben ohne sanitäre Einrichtung (2001).
67,4 Prozent der Haushalte besitzen ein Radio, 13,7 Prozent einen Fernseher, 43,2 Prozent ein Fahrrad, 1,4 Prozent ein Motorrad, 8,9 Prozent einen PKW, 0,4 Prozent einen Kühlschrank, 2,2 Prozent ein Telefon. (2001)

## Politik
Ergebnis der Regionalwahlen (concejales del municipio) vom 4. April 2010:
| Wahlberechtigte |  | Stimmen | gültig |  | MAS-IPSP | MSM    | MPS   |
| --------------- |  | ------- | ------ |  | -------- | ------ | ----- |
| 4.007           |  | 3.802   | 2.441  |  | 1.270    | 993    | 178   |
|                 |  | 94,9 %  | 64,2 % |  | 52,0 %   | 40,7 % | 7,3 % |

Ergebnis der Regionalwahlen (elecciones de autoridades políticas) vom 7. März 2021:
| Wahl- berechtigte |  | Wahl- beteiligung | gültige Stimmen |  | MAS-IPSP | MTS     | J.A.LLALLA.L.P. | VENCEREMOS | PBCSP  | PDC    | PAN-BOL |
| ----------------- |  | ----------------- | --------------- |  | -------- | ------- | --------------- | ---------- | ------ | ------ | ------- |
| 4.565             |  | 4.229             | 3.721           |  | 1.441    | 1.332   | 699             | 71         | 62     | 27     | 24      |
|                   |  | 92,64 %           | 87,99 %         |  | 38,73 %  | 35,80 % | 18,79 %         | 1,91 %     | 1,67 % | 0,73 % | 0,64 %  |

## Gliederung
Das Municipio untergliederte sich bei der letzten Volkszählung von 2012 in die folgenden fünf Kantone:
- 02-1306-01 Kanton Colquencha – 3 Ortschaften – 3.970 Einwohner (2001: 2.791 Einwohner)
- 02-1306-02 Kanton Santiago de Llallagua – 7 Ortschaften – 1.748 Einwohner (2001: 1.613 Einwohner)
- 02-1306-03 Kanton Micaya – 3 Ortschaften – 939 Einwohner (2001: 457 Einwohner)
- 02-1306-04 Kanton Marquirivi – 1 Ortschaft – 1.630 Einwohner (2001: 1.214 Einwohner)
- 02-1306-05 Kanton Nueva Esperanza de Machacamarca – 10 Ortschaften – 1.498 Einwohner (2001: 1.945 Einwohner)

## Ortschaften im Municipio Colquencha
- Kanton Colquencha
  - Colquencha 3085 Einw. – Colquencha (Dispersa) 752 Einw.

- Kanton Santiago de Llallagua
  - Santiago de Llallagua 674 Einw.

- Kanton Micaya
  - Micaya 385 Einw.

- Kanton Marquirivi
  - Marquirivi 1630 Einw.

- Kanton Nueva Esperanza de Machacamarca
  - Machacamarca 358 Einw.